# Hellenen-Polka
Hellenen-Polka (Polka des Hellènes) est une polka de Johann Strauss II (op. 203). L'œuvre est créée en janvier ou février 1858 au Palais Sina de Vienne.

## Histoire
La polka est composée pendant le carnaval de 1858 et est créée lors d'un soi-disant « bal grec », ouvert non seulement aux Grecs mais aussi à la haute société viennoise en général. L'événement a lieu fin janvier ou début février dans le palais du millionnaire baron Simon Georg Sina (1810-1876). Ce bâtiment est lui-même situé au centre-ville de la capitale autrichienne. 
Le nom du titre vient de l'assimilation du mot « Hellènes » au mot « Grecs ». La polka est dédiée à une certaine Marie Baronne von Sina, dont l'identité n'est pas clairement établie. Ce n’est pas la femme de l’hôte de ce bal, ni l’une des filles. À en juger par son nom, elle doit avoir un lien de parenté avec le millionnaire mentionné ci-dessus.
Plus tard, la polka est quelque peu oubliée et est rarement, voire jamais, jouée. Cela s'explique également par le fait que les nombreuses compositions du compositeur se ont concurrence dans les répertoires de concert. 

## Durée
Sa durée d'exécution est d'environ 2 minutes et 10 secondes. Elle peut varier légèrement selon l'interprétation musicale du chef d'orchestre.

## Interprétations notables
La pièce est jouée lors du célèbre concert du nouvel an à Vienne : en 2000, sous la direction de Riccardo Muti, et en 2003, sous la direction de Nikolaus Harnoncourt. 

## Réutilisation musicale
Au 20e siècle, l'œuvre est l'objet d'une grande attention de la part de d'Oskar Stalla. Il compose l'opérette Die Tänzerin Fanny Elßler en utilisant des motifs de Johann Strauss II. Hellenen-Polka est ainsi utilisée dans cette œuvre scénique, créée à Berlin le 22 décembre 1934[réf. souhaitée].